# ماده ۳۰۱ (قانون کیفری ترکیه)

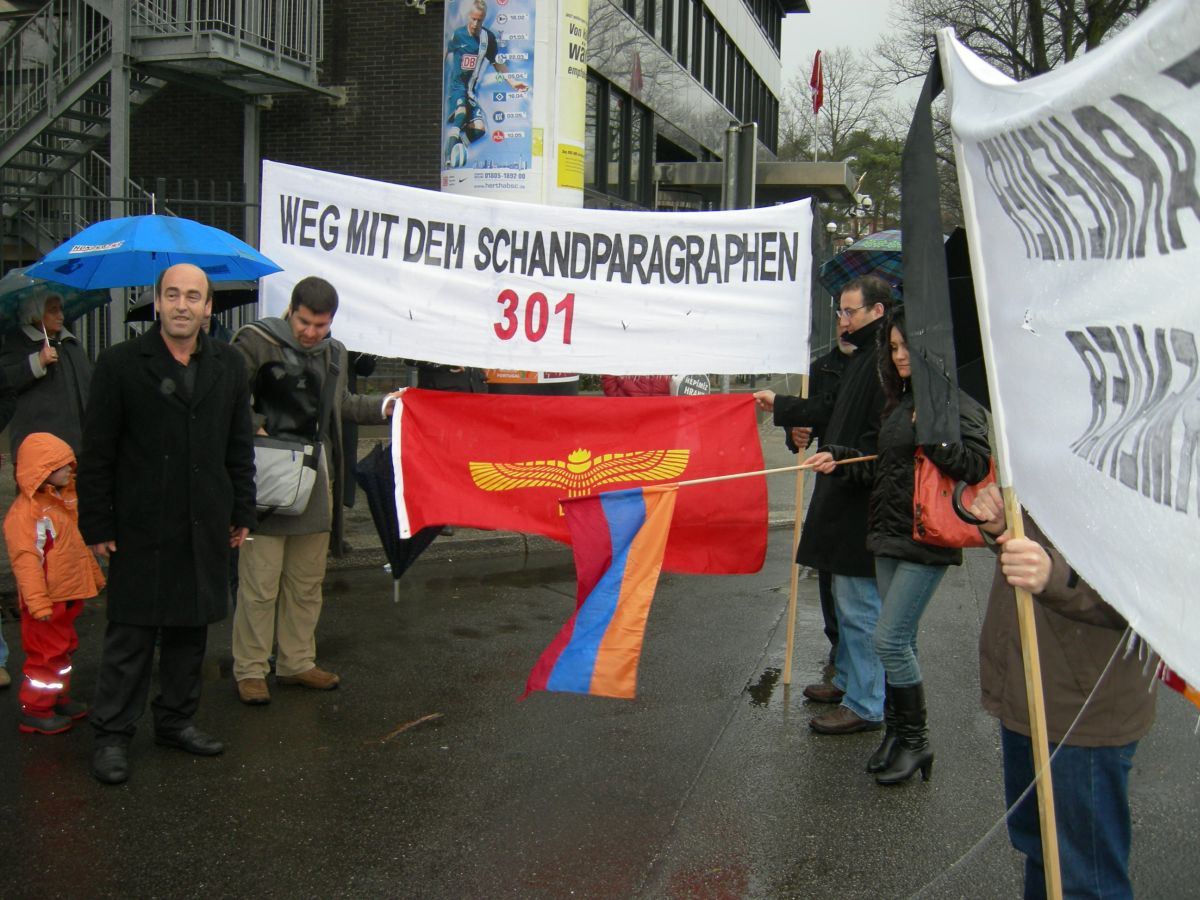
مخالفت علیه مادهٔ ۳۰۱ مقابل سفارت ترکیه در آلمان.

مادهٔ ۳۰۱ قانون کیفری ترکیه، ماده‌ای قانونی است که با تعریفش از «خیانت به هویت ترکی و جمهوری ترکیه» باعث دستگیری یا تعقیب قضایی بسیاری از نویسندگان و روزنامه‌نگاران ترکیه شده‌است. این ماده، هرگونه زیر سؤال بردن هویت ترکی، تبار و موجودیت تاریخی ترک‌ها را از ترک‌های عثمانی گرفته تا دیگر اقوام ترک زبان جرم می‌داند. با استناد به این قانون معمولی‌ترین انتقادها از عملکرد تبار ترک، حتی در گذشته‌های بسیار دور، توهین محسوب شود. این قانون دست سیستم قضایی را برای دستگیری بسیاری از روشنفکران و نویسندگان ترکیه را به اتهام خیانت به هویت ترکی به خوبی باز گذاشته‌است. در سال ۲۰۰۸ پس از فشارهای بین‌المللی این قانون کمی اصلاح گردید. هرچند بسیاری این اصلاحات را صوری و ناکافی می‌دانند.

## متن مادهٔ ۳۰۱
مادهٔ ۳۰۱- کسانی که به تحقیر ملت ترک، حکومت جمهوری ترکیه، سازمان‌ها و ارگان‌های حکومتی بپردازند محاکمه و مجازات می‌شوند.

۱.	شخصی که به صورت علنی به تحقیر ملت ترک، حکومت جمهوری ترکیه، مجلس ملی کبیر ترکیه، دولت جمهوری ترکیه و دستگاه‌های قضائی حکومت بپردازد به شش ماه تا یک سال حبس مجازات خواهد شد.

۲.	فردی که به صورت علنی به تحقیر ارتش یا نیروی انتظامی حکومت دست بزند طبق تبصرهٔ یک مجازات خواهد شد.

۳. طرح دیدگاه‌هایی که با هدف انتقاد مطرح می‌شود جرم تلقی نمی‌شود.

۴.	طرح تحقیقات پیرامون این جرم منوط به اجازهٔ وزارت دادگستری می‌باشد.